# Iracema caiana
Pour les articles homonymes, voir Iracema.
Genre
Espèce
Iracema caiana est une espèce de poissons de la famille des Rhamphichthyidae, la seule du genre Iracema (monotypique).

## Distribution
Cette espèce est endémique du Brésil, elle se rencontre dans le bassin du rio Jauaperí dans le Roraima.

## Description
C'est un poisson électrique.

## Publication originale
- Triques, 1996 : Iracema caiana, new genus and species of electrogenic neotropical freshwater fish (Rhamphichthyidae: Gymnotiformes: Ostariophysi: Actinopterygii). Revue Française d'Aquariologie Herpetologie, vol. 23, n. 3/4, p. 91-92.